# هربرت هنري ولارد
هربرت هنري ولارد (بالإنجليزية: Herbert Henry Woollard)‏ هو طبيب عسكري أسترالي، ولد في 2 أغسطس 1889، وتوفي في 18 يناير 1939.